# Mono (langue adamaoua)
Pour les articles homonymes, voir Mono.
Le mono est une langue adamaoua-oubanguienne du groupe Mbum parlée au Cameroun dans la région du Nord, le département du Mayo-Rey au nord de Rey-Bouba, autour de Kong Rong, le long de la rivière Mayo Godi.
Parlée par 300 personnes âgées en 2001, elle est en voie de disparition (statut 7).